# Aerocivil
La Unidad Administrativa Especial de Aeronáutica Civil o Aeronáutica Civil o Aerocivil es el organismo estatal encargado del control y regulación de la aviación civil en la República de Colombia.

## Naturaleza
La Unidad Administrativa Especial de Aeronáutica Civil (UAEAC) es un organismo gubernamental (rama ejecutiva del poder público) vinculado al Ministerio de Transporte de Colombia. Su sede central se encuentra localizada en el Aeropuerto Internacional El Dorado en el edificio NEAA (Nuevo Edificio Administrativo de Aerocivil). La Aerocivil es la autoridad aeronáutica para la República de Colombia, ocupándose de la reglamentación, vigilancia y control de la aviación civil, además de la prestación de los servicios de navegación aérea y administración del espacio aéreo bajo la jurisdicción del Estado colombiano; también opera el Centro de Estudios de Ciencias Aeronáuticas (CEA), entidad de educación superior, técnica e intermedia con programas de formación y entrenamiento en especialidades del campo aeronáutico.

## Historia
Al fundarse en 1919 las primeras empresas comerciales de transporte aéreo en el país (Compañía Colombiana de Navegación Aérea - CCNA y Sociedad Colombo Alemana de Transportes Aéreos - SCADTA), el Estado vio la necesidad de crear un organismo a cuyo cargo estuviera el control de la aviación en todos los aspectos, incluida la facción militar. Fue así como, a través de la ley 126 de 1919 el Congreso de la República autorizó al jefe de Estado para reglamentar por primera vez la aeronavegación en Colombia. En un comienzo se creó la Comisión Técnica de Aviación para asesorar al Ministerio de Industria de la época, al cual estaba adscrita, sin embargo, más adelante se trasladaron por completo los problemas de aviación al Ministerio de Guerra (hoy Ministerio de Defensa).
Fue mediante la Ley 89 de 1938 que el Legislativo centralizó el control de la aviación en un organismo especializado que se denominó Dirección General de Aeronáutica Civil (DGAC), que asumió, inicialmente, la atención de los servicios de aeródromos, rutas aéreas, radiocomunicaciones aeronáuticas, meteorología, vigilancia del personal, materiales e instalaciones destinados a la navegación aérea. Esta dependencia estuvo a cargo, principalmente, de personal de la aviación militar.
El 18 de octubre de 1951, durante la administración del presidente Laureano Gómez, por medio del Decreto número 1956 se creó el Departamento Nacional de Aeronáutica Civil (DNAC), cambiándole el nombre y trasladándolo al Ministerio de Obras Públicas.
En 1954, mediante el Decreto 3269 del 10 de noviembre firmado por el general Gustavo Rojas Pinilla, se creó el instituto descentralizado denominado Empresa Colombiana de Aeródromos (ECA), encargado de la construcción, adquisición, mejora y mantenimiento de los aeródromos utilizados para la prestación del servicio público de transporte aéreo, dentro del plan gubernamental de fortalecimiento de la infraestructura nacional. 
En 1956 se adscribieron las funciones nuevamente al Ministerio de Guerra, pero prontamente, con el fin de dotar a la autoridad aeronáutica de una autonomía administrativa y financiera, el entonces presidente de la República, Alberto Lleras Camargo, con base en las facultades extraordinarias dadas por el Congreso, creó el Departamento Administrativo de Aeronáutica Civil (DAAC) mediante el Decreto 1721 del 18 de julio de 1960, con unas funciones técnicas y administrativas específicas, para dirigir la política aeronáutica, adscribiéndolo al Ministerio de Gobierno (hoy Ministerio del Interior), aunque manteniendo la participación de la aviación de Estado dentro de la organización interna de este nuevo Departamento Administrativo.
Luego, por el Decreto 3140 de 1968, se suprimió la ECA y se creó, en su lugar, el Fondo Aeronáutico Nacional (FAN), establecimiento público adscrito al DAAC.
Con la reorganización del DAAC por el Decreto 3140 de 1968 se creó la División de Entrenamiento con la misión de formar pilotos, controladores de tráfico aéreo, mecánicos de aviación, técnicos en mantenimiento de sistemas electrónicos, de ayudas a la navegación, de radar y demás especialidades de aviación requeridas. En 1974, la División de Entrenamiento cambia su nombre por el de Centro de Adiestramiento Técnico Aeronáutico (CATA). En 1975 el Centro fue trasladado a la ciudad de Popayán con el nombre de Instituto Colombiano de Ciencias del Aire y del Espacio (INCCAE). En 1977, fue trasladado a la ciudad de Bogotá y se le dio el nombre de Centro de Estudios de Ciencias Aeronáuticas (CEA) mediante el Decreto 2332, como un ente dependiente de la Subjefatura del DAAC. Actualmente, se denomina Centro de Estudios Aeronáuticos - CEA.
En 1992, mediante el Decreto 2171, el DAAC fue fusionado con el FAN, naciendo la actual Unidad Administrativa Especial de Aeronáutica Civil (UAEAC).
La Ley 105 de 1993, por la cual se concentró la política del transporte en general en cabeza del Ministerio de Transporte, fijó las funciones específicas de la UAEAC respecto al transporte aéreo, adscribiendo la nueva entidad al Ministerio de Transporte.
Por el Decreto 260 de 2004, el Gobierno creó una nueva estructura orgánica para la UAEAC, el cual fue modificado posteriormente por el Decreto 823 de 2017.
Por el Decreto 1294 del 14 de octubre de 2021, el Gobierno modificó nuevamente la estructura interna de la UAEAC, derogando los Decretos 260 de 2004 y 823 de 2017.